# Intef II
Intef II var en farao av Egyptens elfte dynasti.
Han regerade 2112–2063 f.Kr.